# Обольяниновы
Обольяниновы (Обольняниновы) — древний дворянский род.
Род внесён в VI и II части родословных книг С.-Петербургской, Московской, Новгородской, Смоленской, Тверской и Курской губерний.
Согласно описанию в Общем гербовнике дворянских родов Всероссийской империи, 

Фамилии Обольяниновых, многие Российскому Престолу служили дворянские службы в разных чинах и жалованы были от Государей в 7090/1582 и других годах поместьями. Все сие жалованною на поместья грамотою и разными справками и родословною Обольяниновых.— Общий гербовник дворянских родов Всероссийской империи, Часть IV, стр.61 и 62

## История рода
Род восходит к началу XVI века, где упомянут Пётр Обольнянинов. Варфоломей Андреевич Обольянинов убит при взятии Казани (1552), его имя занесено в синодик московского Успенского собора на вечное поминовение. Представители рода жалованы поместьями (1582). Игнатий-Долмат Петрович, новгородский городовой дворянин, помещик Новгородского уезда (1594). Фёдор Иванович за службу в войне с Турцией пожалован поместьем (1673).
Петр Хрисанфович Обольянинов (1753—1841), любимец императора Павла, генерал от инфантерии, генерал-прокурор (1800—1801), московский губернский предводитель дворянства. По просьбе Петра Хрисанфовича, воспитанникам умершего брата его Михаила: Александру и Михаилу указом (26 ноября 1796) разрешено принять фамилию Обольняниновых и вступить во все права законных детей.
Есть ещё три отрасли этого рода, связь которых между собой не могла быть отыскана:
1. Потомство Ивана Обольянинова, жившего в середине XVII столетия. Пимен Иванович, московский дворянин (1677). Михаил Михайлович, капитан лейб-гвардии Преображенского полка, ранен (оторвана нога) в Бородинском сражении (1812).
2. Потомство Ивана Обольянинова (другого), жившего в XVIII столетии. Борис Иванович, служил в Тобольском кирасирском полку (с 1756).
3. Потомство дворянина Александра Обольянинова. Николай Александрович в службе (с 1811)[3].

## Описание гербов

#### Герб. Часть IV. № 61.
Герб дворянского рода Обольяниновых: Щит разделён перпендикулярно на две части, из них в правой, в серебряном поле изображена в Латах Рука, из Облака выходящая с поднятым вверх Мечом (польский герб Малая Погоня). В левой части, в красном поле, белый одноглавый Орёл с распростёртыми Крыльями.
Щит увенчан дворянскими шлемом и короной. Нашлемник: три страусовых пера. Намёт на щите красный, подложенный серебром. Герб рода Обольяниновых внесён в Часть 4 Общего гербовника дворянских родов Всероссийской империи, стр. 61.

#### Герб. Часть IV. № 62.
Герб генерал-лейтенанта и генерал-провиантмейстера Обольянинова: щит разделён крестообразно на четыре части из которых в верхней части, в голубом поле, изображены три серебряные шестиугольные звезды. В правой части, в серебряном поле, видна выходящая из облака рука с мечом. В левой части, в красном поле, белый одноглавый орёл с распростёртыми крыльями. В нижней части, в голубом поле, дубовая ветвь с семью желудями. Щит увенчан дворянской короной, на поверхности имеет шлем и три страусовых пера. Намёт на щите голубой, подложенный красным. Внизу щита девиз: <<Твёрдостью и Усердием>>.
Примечание: Генерал-лейтенант и генерал-провиантмейстер П. Х. Обольянинов был удостоен (07 сентября 1799) особой версии герба, в которой общеродовые символы были соединены с новыми и отчасти перегруппированы. Герб его внесён в Часть 4 Общего гербовника дворянских родов Всероссийской империи, стр. 62.

## В культуре
- Граф Павел Обольянинов является одним из героев пьесы «Зойкина квартира» Михаила Булгакова. Другой литературный представитель «графской» ветви Обольяниновых, в действительности никогда не существовавшей — граф Аристарх Кириллович Обольянинов, писатель, герой «Истории советской фантастики» Р. С. Каца.
- Упоминаются кратко в повести «Прапорщик армейский» (глава «21 сентября») и рассказе «Белый пудель» А. И. Куприна.